# Ørneungen
Ørneungen er en tysk stumfilm fra 1921 af Ewald André Dupont.

## Medvirkende
- Albert Steinrück som Stromminger
- Henny Porten som Wally
- William Dieterle
- Eugen Klöpfer
- Elise Zachow-Vallentin som Luckard
- Marie Grimm-Einödshofer
- Julius Brandt